# Темна
Темна — река в Зейском районе Амурской области. Длина реки — 185 километров, площадь бассейна — 1390 км².
Река берёт начало на северном склоне хребта Соктахан, течёт по Верхнезейской равнине и впадает в один из многочисленных заливов Зейского водохранилища. Долина очень широкая, слабоврезанная. Сама река неширокая, неглубокая, маловодная и извилистая. Течение медленное. В пойме много озёр.
Долина реки не заселена, в районе верхнего течения проходит трасса Зея-Снежногорский.